# Velibor Nenadić
Velibor Nenadić (cirill betűkkel: Велибор Ненадић, 1957. április 11. –) jugoszláv válogatott kézilabdázó.

## Pályafutása

### Klubcsapatokban
Pályafutását a belgrádi Crvena Zvezda csapatában kezdte, ahol 1986-ig kézilabdázott, 1978-tól a csapat kapitányaként. Az 1986–1987-es szezont a német élvonalban szereplő GWD Mindenben töltötte, és bár 143 góljával csapata egyik legeredményesebb játékosa volt az idény során, egy év elteltével Franciaországba, a Stade Marseillais együtteséhez igazolt. 1989-ben lett a szintén francia Lille játékosa, majd pályafutása befejezése után visszatért szülővárosába és a Crvena Zvezdánál helyezkedett el, mint edző.

### A válogatottban
A jugoszláv válogatottban negyvennégy alkalommal szerepelt, részt vett az 1980-as moszkvai olimpián is.

## Családja
Két fia, Petar és Draško is válogatott kézilabdázó.